# هایست

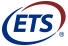

هایست (تست هم ارزی دبیرستان)،  جایگزینی برای آزمون دیپلم دبیرستان ایالات متحده، GED و آزمون TASC است. این آزمون بر اساس کالج OCTAE و استانداردهای آمادگی شغلی برای آموزش بزرگسالان طراحی شده است. توسط ETS اداره می شود و با همکاری مقامات مربوطه ایالت یا مناطق ارائه می شود.
افرادی که تصمیم می گیرند زودتر از دبیرستان فارغ التحصیل شوند، می توانند اعتبار معادل دبیرستان (HSE) را با آزمون HiSET کسب کنند. داوطلبان موظفند نشان دهند که مهارت ها و دانشی مشابه فارغ التحصیلان دبیرستان دارند. پس از قبولی در آزمون، برای داوطلبان مدرک معادل دیپلم دبیرستان و کارنامه نمره آزمون توسط ایالت یا حوزه قضایی مربوطه که در آن آزمون شرکت کرده‌اند، صادر می‌شود.

## الزامات
هر ایالت یا حوزه قضایی الزامات و سیاست های آزمایشی خاص خود را دارد. هزینه ها و قوانین تست مجدد گاهی اوقات متفاوت است. علاوه بر این، برخی از ایالت ها دارای حداقل محدودیت سنی یا شرایط شرایط اقامت در ایالت هستند. برخی از ایالت ها از داوطلب می خواهند قبل از شرکت در آزمون یک دوره آمادگی را بگذرانند.